# Trinh Hoan
Nguyễn Trinh Hoan (sinh ngày 5 tháng 7 năm 1968), thường được biết đến với nghệ danh Trinh Hoan, là một nam nhà quay phim kiêm nhà sản xuất điện ảnh người Việt Nam. Ông bắt đầu sự nghiệp với bộ phim video Tuổi thơ dữ dội cùng anh trai là đạo diễn Nguyễn Vinh Sơn, sau đó là phim truyền hình Đất phương Nam và một số phim video khác cuối thời kỳ của dòng phim "mì ăn liền" tại Việt Nam.
Sau một thời gian làm quay phim cho các video âm nhạc, Trinh Hoan cùng với vợ ông Nguyễn Nữ Như Khuê tham gia đồng sáng lập công ty sản xuất phim HKFilm. Kể từ đó, ông trở thành nhà quay phim và nhà sản xuất chủ chốt trong một số tác phẩm điện ảnh, nổi bật nhất là những tác phẩm của Nguyễn Quang Dũng gồm Nụ hôn thần chết, Tiệc trăng máu, và Đất rừng phương Nam. Với những đóng góp cho tác phẩm Áo lụa Hà Đông, ông từng giành giải Bông sen cho Phim truyện điện ảnh và giải Cánh diều cho Quay phim xuất sắc nhất.

## Tiểu sử
Nguyễn Trinh Hoan sinh ngày 5 tháng 7 năm 1968 ở Quảng Trị. 4 tuổi, ông đã vào Sài Gòn nhưng sống lưu lạc khắp nơi từ Huế, Đà Nẵng, Phan Rang đẻn Đồng Tháp. Là con áp út trong gia đình có 11 anh em, có anh Ba là đạo diễn Nguyễn Vinh Sơn, em út là diễn viên - đạo diễn Nguyễn Minh Cao. Gia đình ông khi ấy sống chủ yếu bằng nghề chụp hình dạo. Trinh Hoan mồ côi mẹ năm 10 tuổi và mồ côi bố năm 15  tuổi. Những năm học cấp 3, ông vừa học vừa theo anh Hai đi chụp hình đám cưới, đám ma. Ban đầu ông định sẽ thi vào Cao đẳng Kỹ thuật công nghiệp.

## Sự nghiệp
Năm 1988, khi đang học năm 1 Cao đẳng Sư phạm toán, vì đã quen với máy chụp hình, lại có anh Vinh Sơn vừa tốt nghiệp đại học đạo diễn, Trinh Hoan quyết định thi vào khoa Quay phim quay phim đầu tiên của trường Điện ảnh Hà Nội (chi nhánh phía Nam). Năm 1989, khi làm bộ phim video Tuổi thơ dữ dội, đạo diễn Vinh Sơn đã lập tức chiệu mộ Trinh Hoan vào vị trí quay phim, bộ phim sau đó đoạt giải tại Liên hoan phim Việt Nam lần thứ 9 tại Nha Trang năm 1990. Để có được bài thi dự thi tốt nghiệp, ông đã vay mượn tiền để sản xuất hẳn bộ phim Người hiệp sĩ cuối cùng, Nguyễn Vinh Sơn làm đạo diễn, diễn viên chính gồm Lê Công Tuấn Anh, Diễm Hương; đây là một trong những phim cuối cùng của trào lưu phim "mì ăn liền" thời đó. Năm 1992, Trinh Hoan tốt nghiệp và tham gia quay cho một số phim video do Nguyễn Vinh Sơn đạo diễn.
Năm 1996, bộ phim truyền hình Đất phương Nam do Nguyễn Vinh Sơn đạo diễn và Trinh hoan phụ trách kỹ thuật quay, trở thành bộ phim truyền hình kinh điển của Việt Nam. Sau bộ phim này, Trinh Hoan làm việc tại Hãng phim Giải Phóng, nhưng chỉ vài tháng sau ông tự xin nghỉ việc vì tại đây không có nhiều dự án để làm, khi có thì lại không phù hợp. Năm 1999, ông tham gia qay một số tập trong loạt phim thiếu nhi Cổ tích Việt Nam và giành giải Quay phim xuất sắc trong hạng mục Phim video tại Liên hoan phim Việt Nam lần thứ 12. Sau đó ông chuyển sang quay Video âm nhạc. Đầu thập niên 2000, ông quay phim và đạo diễn hình ảnh cho một số ca sĩ, trong số đó là các MV dự thi chương trình VTV – Bài hát tôi yêu của Đài truyền hình Việt Nam.
Tháng 6 năm 2005, Trinh Hoan thành lập hãng phim HK Film và giữ chức giám đốc, sản phẩm đầu tiên của hãng là phim truyền hình dài tập Tuyết nhiệt đới do Vũ Ngọc Đãng biên kịch và đạo diễn; cùng với đó là bộ phim điện ảnh Hồn Trương Ba, da Hàng Thịt . Năm 2007, ông tham gia quay bộ phim điện ảnh Áo lụa Hà Đông của đạo diễn Lưu Huỳnh, bộ phim sau đó giành được 5 giải Cánh diều, trong đó ông thắng giải Quay phim xuất sắc hạng mục Phim truyện điện ảnh cùng nhà quay phim Nguyễn Tranh. Năm 2009, HK Film sản xuất phim điện ảnh Giải cứu thần chết, đạo diễn bởi Nguyễn Quang Dũng với Trinh Hoan trong vai trò quay và cũng tham gia đóng một vai quần chúng.
Năm 2024, Trinh Hoan làm giám đốc sản xuất cho bộ phim Đất rừng phương Nam của đạo diễn bởi Nguyễn Quang Dũng, bộ phim gặp phải nhiều đánh giá trái chiều về bối cảnh và việc bám sát nguyên tác cũng như lịch sử.

## Đời tư
Trinh Hoan lập gia đình với Nguyễn Nữ Như Khuê vào năm 1992, bạn học từ năm lớp 6 ở Đồng Tháp. Cả hai có 3 con gái và 1 con trai. Hãng phim HK được đặt theo tên vợ chồng ông: Hoan Khuê. Như Khuê cũng là thành viên điều hành hãng phim và tham gia với vị trí nhà sản xuất một số bộ phim.

## Giải thưởng
| Năm  | Sự kiện                            | Hạng mục                           | Đề cử                    | Kết quả   | Chú thich         |
| ---- | ---------------------------------- | ---------------------------------- | ------------------------ | --------- | ----------------- |
| 2004 | VTV – Bài hát tôi yêu lần thứ 3    | Giải thưởng Hội đồng nghệ thuật    | Tôi tìm thấy tôi (MV)    | Đoạt giải | [ 6 ]             |
| 2004 | VTV – Bài hát tôi yêu lần thứ 3    | Giải thưởng Hội đồng nghệ thuật    | Đêm nằm mơ phố (MV)      | Đoạt giải | [ 6 ]             |
| 2004 | VTV – Bài hát tôi yêu lần thứ 3    | Giải Khán giả bình chọn            | Ước mơ cho ngày mai (MV) | Đoạt giải | [ 6 ]             |
| 1999 | Liên hoan phim Việt Nam lần thứ 12 | Quay phim xuất sắc - Phim video    | Cổ tích Việt Nam (tập 9) | Đoạt giải | [ 5 ]             |
| 2007 | Giải Cánh diều lần thứ 5           | Quay phim xuất sắc - Phim điện ảnh | Áo lụa Hà Đông           | Đoạt giải | cùng Nguyễn Tranh |

## Tác phẩm
- 2004 — A Silent Night / Một đêm yên bình (Phim ngắn – Quay phim / Giám đốc sản xuất)
- 2006 — Khám phá của tôi  (Phim ngắn – Quay phim)
- 2011 — Here... Or There / Đó hay đây (Phim ngắn – Quay phim)
- 2012 — Forever in Hiatus  / Mạt vận  (Phim ngắn – Quay phim / Nhà sản xuất)

### Truyền hình và video
| Năm  | Tựa đề                  | Dạo diễn                               | Định dạng        | Chú thích |
| ---- | ----------------------- | -------------------------------------- | ---------------- | --------- |
| 1989 | Tuổi thơ dữ dội         | Nguyễn Vinh Sơn                        | Phim video       |           |
| 1993 | Người hiệp sĩ cuối cùng | Nguyễn Vinh Sơn                        | Phim video       |           |
| 1994 | Cảnh sát hình sự        | Nguyễn Vinh Sơn                        | Phim video       |           |
| 1995 | Nước mắt giang hồ       | Nguyễn Vinh Sơn                        | Phim video       |           |
| 1997 | Đất phương nam          | Nguyễn Vinh Sơn                        | Phim truyền hình |           |
| 2005 | 39 độ yêu               | Nguyễn Phan Quang Bình, Bogdan Mustata | Phim truyền hình |           |
| 2006 | Tuyết nhiệt đới         | Vũ Ngọc Đãng                           | Phim truyền hình |           |
| 2008 | Gia tài bác sĩ          | Nguyễn Minh Cao                        | Phim truyền hình |           |

### Điện ảnh
| Năm  | Tựa đề                      | Đạo diễn                               | Nhà sản xuất      | Quay phim                            | Chú thích                                        |
| ---- | --------------------------- | -------------------------------------- | ----------------- | ------------------------------------ | ------------------------------------------------ |
| 2003 | Đêm Bến Tre                 | Trần Phương                            | Không             | Có                                   |                                                  |
| 2004 | Những cô gái chân dài       | Vũ Ngọc Đãng                           | Không             | Có                                   |                                                  |
| 2004 | 39 độ yêu                   | Nguyễn Phan Quang Bình, Bogdan Mustata | Không             | Có                                   | Phiên bản điện ảnh của phim truyền hình cùng tên |
| 2005 | Áo lụa Hà Đông              | Lưu Huỳnh                              | Không             | Nguyễn Tranh                         |                                                  |
| 2006 | Hồn Trương Ba, da hàng thịt | Nguyễn Quang Dũng                      | Không             | Có                                   |                                                  |
| 2007 | Nụ hôn thần chết            | Nguyễn Quang Dũng                      | Không             | Có                                   |                                                  |
| 2008 | Trăng nơi đáy giếng         | Nguyễn Vinh Sơn                        | Không             | Nguyễn Nam                           |                                                  |
| 2009 | Giải cứu thần chết          | Nguyễn Quang Dũng                      | Không             | Có                                   |                                                  |
| 2011 | Long Ruồi                   | Charlie Nguyễn                         | Không             | Có                                   |                                                  |
| 2012 | Cưới ngay kẻo lỡ            | Charlie Nguyễn                         | Không             | Có                                   |                                                  |
| 2013 | Mỹ nhân kế                  | Nguyễn Quang Dũng                      | Không             | Có                                   |                                                  |
| 2013 | Căn phòng của mẹ            | Siu Phạm                               | Có                | Không                                |                                                  |
| 2014 | Bay vào cõi mộng            | Nguyễn Phương Điền                     | Có                | Không                                |                                                  |
| 2015 | Siêu nhân X                 | Nguyễn Quang Dũng                      | Có                | Đạo diễn hình ảnh cùng Diệp Thế Vinh |                                                  |
| 2016 | Dạ cổ hoài lang             | Nguyễn Quang Dũng                      | Không             | Đạo diễn hình ảnh                    |                                                  |
| 2017 | Yêu đi đừng sợ!             | Stephane Gauger                        | Có                | Không                                |                                                  |
| 2018 | Tháng năm rực rỡ            | Nguyễn Quang Dũng                      | Có                | Không                                |                                                  |
| 2019 | Ước hẹn mùa thu             | Nguyễn Quang Dũng                      | Có                | Không                                |                                                  |
| 2019 | Anh trai yêu quái           | Vũ Ngọc Phượng                         | Có                | Có                                   |                                                  |
| 2020 | Ròm                         | Trần Thanh Huy                         | Có                | Không                                |                                                  |
| 2020 | Tiệc trăng máu              | Nguyễn Quang Dũng                      | Có                | Không                                |                                                  |
| 2021 | Memento Mori: Nước          | Marcus Mạnh Cường Vũ                   | Có                | Không                                |                                                  |
| 2024 | Đất rừng phương nam         | Nguyễn Quang Dũng                      | Giám đốc sáng tạo | Không                                |                                                  |
| 2024 | Móng vuốt                   | Lê Thanh Sơn                           |                   |                                      |                                                  |

### Video âm nhạc
| Năm  | MV                  | Casĩ           | Quay phim và đồng quay phim | Đạo diễn | Chú thích |
| ---- | ------------------- | -------------- | --------------------------- | -------- | --------- |
|      | Ngón út trái tim    | Khắc Dũng      | Có                          | Không    |           |
| 2003 | Đêm nằm mơ phố      | Nghi Văn       | Việt Phước                  | Không    | [ 6 ]     |
| 2003 | Tôi tìm thấy tôi    | Hồ Quỳnh Hương | Lưu Huỳnh                   | Không    | [ 6 ]     |
| 2003 | Ước mơ cho ngày mai | MTV            | Có                          | Không    | [ 6 ]     |
| 2003 | Tóc mây             | Hiền Thục      | Có                          | Không    | [ 6 ]     |
| 2003 | Mùa đông mong manh  | Trio 666       | Có                          | Có       | [ 6 ]     |